# Praso
Praso este o comună din provincia Trento, regiunea Trentino-Alto Adige, Italia, cu o populație de 342 de locuitori și o suprafață de 9.85 km².

## Demografie
Date: Wikidata - grafică realizată de Wikipedia